# Sambia (Volk)

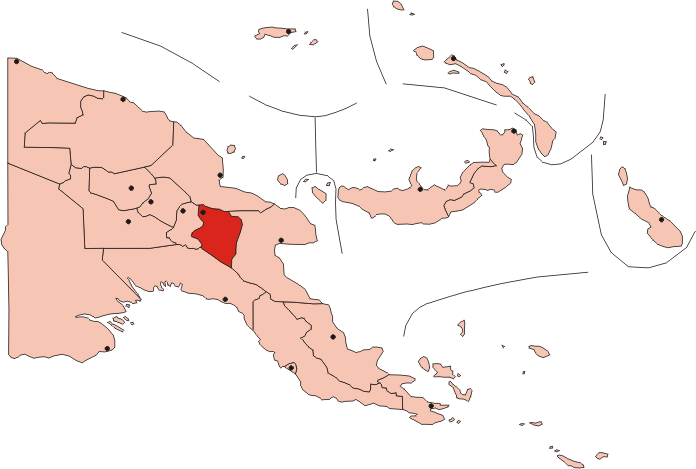
Eastern Highlands Province

Sambia bezeichnet eine Ethnie in den südlichen Randgebieten der Eastern Highlands Province in Papua-Neuguinea. Die Sambia leben isoliert, ihre Sprache wird von etwa 2300 Menschen gesprochen. Wie andere Populationen auf Neuguinea leben auch sie vom Gartenbau; bevorzugt werden Sago, Yams, Taro und diverse Gemüsesorten angebaut. Schweinewirtschaft spielt, im Gegensatz zu vielen Nachbarvölkern, sowohl als Haustierhaltung als auch als Nahrungsquelle eine untergeordnete Rolle. Die Sambia betreiben keine Form des zeremoniellen Tauschs, wie etwa die Iatmul.
Die Nachkommensstrukturen sind patrilinear. Die Wohnsitznahme nach einer Heirat liegt beim Ehemann oder dessen Familie. Die Lokalgruppen bilden kooperative Einheiten; zur Verfolgung übergeordneter Interessen kooperieren die Clans (Lineages). Zumeist werden Ehen innerhalb des gemeinsamen Dorfes geschlossen, wobei Schwesterntausch-Heirat Usus ist. Heute emergiert zunehmend die Vereinbarung von Brautgaben.

## Kulturelle Forschungsgeschichte
Der Begriff Sambia ist nicht kulturhistorisch oder ethnosoziologisch gewachsen, sondern ein vom amerikanischen Anthropologen und Sexualforscher Gilbert Herdt geschaffenes Pseudonym. Herdt untersuchte die Bedeutung und Praktiken von Sexualität in den Kulturen und Gesellschaften Papua-Neuguineas (Sexualverhalten, männliche Identitätsbildung und Geschlechtersymbolik). Bei den Sambia traf er auf eine einzigartige Sexualpraxis, die mit abendländisch geprägten Vorstellungen kaum vereinbar sein würde; um dazu keinen konkreten Bezug herzustellen, verschleierte er die Identität des Volkes.
Die Studie selbst ergab, dass die geschlechtliche Entwicklung von Sambia-Männern drei Phasen unterworfen war. Knaben hatten sich den Erwachsenen für sexuelle Dienste zur Verfügung zu stellen. Als Adoleszente wurden sie zum Oralverkehr herangezogen. Erst im Erwachsenenalter trat die heterosexuelle Bestimmung als Mann ein. Herdts Berichten zufolge hat Sperma bei den Sambia Fetischcharakter. Die Sexualität der Männer versteht sich kraft derer Transformationspotenz als Erzeugung von Kindern innerhalb des weiblichen Körpers als bloßes Transformationsbehältnis. Dieses Behältnis wandelt den männlichen Samen in Knochen und Haut, Muskeln und innere Organe um. Dem Samen kommt somit die Kraft der Initiation zu, dem Uterus die der – den männlichen Anforderungen entsprechende – Transformation. Nach den Vorstellungen der Sambia reicht ein einmaliger Sexualakt zur Zeugung eines Kindes nicht aus, weshalb es mehrfachen Geschlechtsverkehrs (während der Schwangerschaft) bedarf.
Da es dem später geborenen Knaben an körperlicher Autonomie fehle, bedürfe es weiterer Initiationen, um zum erwachsenen Mann zu werden. Die Knaben und Heranwachsenden erhalten daher fortwährend Samen, der sie stärkt und dabei unterstützt, die wesentlichen Tugenden zu erlangen. Dazu zählen Tapferkeit und all diejenigen Eigenschaften, die aus ihnen erfolgreiche Krieger machen. Der Kreislauf schließt sich insoweit, als Männer Muttermilch in Sperma verwandeln können. Um der Endlichkeit der Potenz des spermienproduzierenden Organs (kerekukereku) entgegenzuwirken, nehmen die Männer in geheim gehaltenen Riten den Saft langer Luftwurzeln einer bestimmten Pandanusart auf, der als Surrogat der Muttermilch gilt und die Kräfte restituiert. Dieses Geheimwissen verbleibt bei den Männern. Die Tatsache, dass Frauen hingegen Sperma in Muttermilch umwandeln können, gilt als gesellschaftliches Allgemeinwissen und sie bedürfen lediglich der „Befütterung“ mit Samen.
Herdt vermutete, dass die Männer der Sambia Sexualität eher als „Arbeit“ empfänden, hielt gleichwohl aber fest: „... women and boys get semen, men get erotic pleasure“. Wissenschaftlich zureichend hinterfragt ist die Thematik bis heute nicht.
→ Siehe insoweit auch: Volk der Marind-anim im Süden des indonesischen Westneuguinea
→ Siehe zudem zur Frauenrolle: Bimin-Kuskusmin im Telefomin Cuscus Distrikt der Highlands